# Rungia smeruensis
Rungia smeruensis är en akantusväxtart som beskrevs av Cornelis Eliza Bertus Bremekamp. Rungia smeruensis ingår i släktet Rungia och familjen akantusväxter. Inga underarter finns listade i Catalogue of Life.